# Erupción minoica
La devastadora erupción minoica ocurrida en la isla Santorini, antigua Tera, fue una erupción volcánica que ha sido datada de distintas maneras: entre el 1639 y el 1616 a. C. (por medio de la datación por radiocarbono), en el 1628 a. C. (mediante análisis de dendrocronología), y entre el 1530 y el 1500 a. C. (mediante datos arqueológicos).
Fue uno de los fenómenos naturales más significativos ocurridos en el mar Egeo durante la Edad del Bronce. La erupción volcánica causó un cambio climático en la zona del Mediterráneo oriental y posiblemente en todo el planeta. Con un volumen de roca equivalente a 60 km³, fue una de las mayores erupciones volcánicas sobre la tierra en los últimos miles de años. El adjetivo «minoica» se refiere a la civilización minoica, que dominaba esa parte del Mediterráneo desde la isla de Creta en el momento de la erupción. Para algunos autores, la explosión de Tera-Santorini pudo dar origen a mitos como la Atlántida. Algunos autores la señalan como la causa de las plagas de Egipto relatadas en la Biblia.

## Erupción

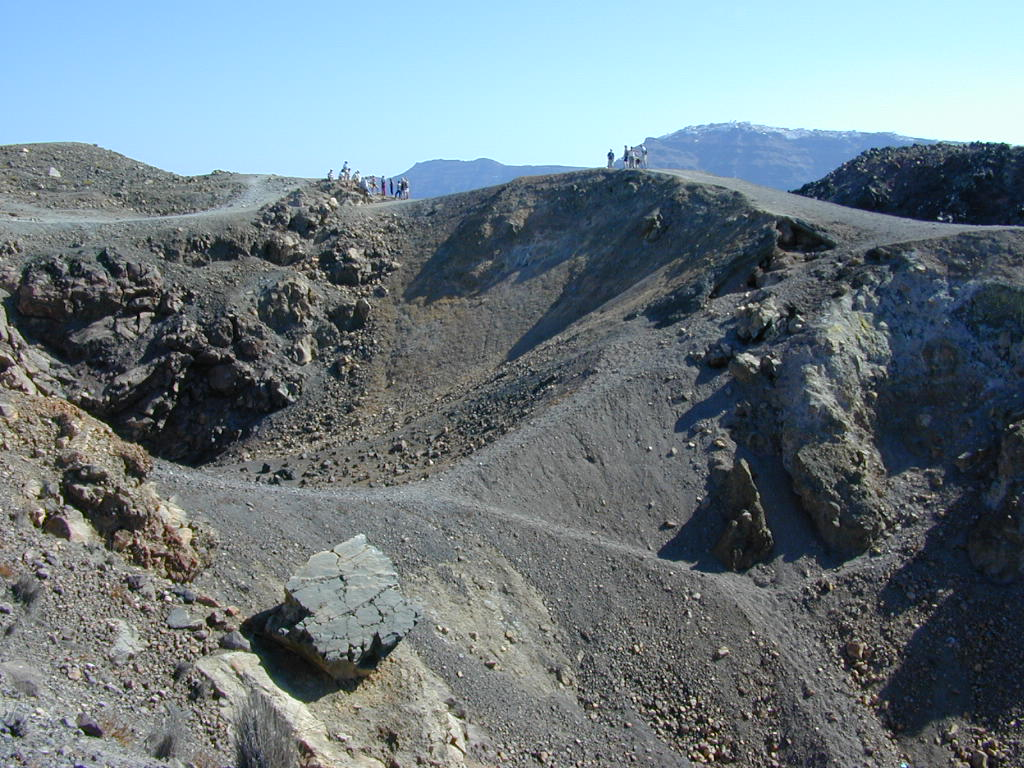
Cráteres volcánicos en Santorini, 2006.

### Fondo
La evidencia geológica muestra que 100 000 años antes de la erupción minoica, el volcán de Tera entró en erupción numerosas veces. En un proceso repetido, el volcán estalló violentamente, para luego contraerse en una caldera llena de agua de mar más o menos circular, con numerosas islas pequeñas que formaban un círculo. La caldera se rellenó lentamente con magma, formando un nuevo volcán, que entraba en erupción y, a continuación, se derrumbaba en un proceso cíclico.
Inmediatamente antes de la erupción minoica, las paredes de la caldera formaron una serie de islas anulares concéntricas con una sola entrada entre Tera y la pequeña isla de Aspronisi. Esta erupción cataclísmica se centró en una pequeña isla situada al norte de la actual isla de Nea Kameni, en el centro de la caldera entonces existente. La parte norte de la caldera fue rellenada por la ceniza volcánica y lava, que luego se derrumbó nuevamente.

### Magnitud
Las investigaciones realizadas por un equipo de científicos internacionales en 2006, revelaron que el evento de Santorini fue mucho mayor que la estimación original de 39 km³ equivalentes de roca densa (DRE, o volumen total de material de erupción del volcán), que fue publicado en 1991. Con un DRE estimado en exceso de 60 km³, el volumen eyectado fue aproximadamente de 100 km³, lo que coloca el índice de explosividad volcánica de la erupción de Tera en 6 o 7. Este volumen es hasta cuatro veces el que fue arrojado a la estratosfera por la erupción del Krakatoa en 1883, un suceso bien registrado. Los eventos volcánicos de Tera y posteriores caídas de ceniza esterilizaron probablemente la isla, como ocurrió en Krakatoa. En tiempos históricos únicamente la erupción volcánica del monte Tambora de 1815, la erupción Hatepe en el lago Taupo del año 180 y tal vez la erupción del monte Paektu de c. 970 d. C. liberaron más material a la atmósfera.

### Secuencia
En Santorini hay una gruesa capa de tefra blanca de 60 metros que cubre el suelo delineando claramente el terreno antes de la erupción. Esta capa tiene tres bandas distintas que indican las diferentes fases de la erupción. Los estudios han identificado cuatro fases de la erupción, y una capa menor de tefra previa a la que cayó. La delgadez de la primera capa de cenizas, junto con la notable falta de erosión de esa capa por las lluvias invernales, antes de que se depositara la capa siguiente, indican que el volcán dio una advertencia a la población local pocos meses antes. Ya no hay restos humanos hallados en el yacimiento de Akrotiri. Esta actividad volcánica preliminar causó probablemente que la población de las Islas huyera. Se sugiere también que varios meses antes de la erupción, Santorini había experimentado uno o más terremotos que dañaron los asentamientos locales.
La intensa actividad magmática de la primera fase importante (B01/Minoica A) de la erupción depositó hasta siete metros (23 pies) de piedra pómez y ceniza, con un componente lítico menor al sureste y al este. La evidencia arqueológica indica el enterramiento de construcciones humanas con daños limitados. Las fases eruptivas segunda (B02/Minoica B) y tercera (B03/Minoica C) incluyeron actividad de flujo piroclástico y la probable generación de tsunamis. Las estructuras humanas no enterradas durante la fase Minoica A fueron completamente destruidas. La tercera fase estuvo caracterizada por el colapso de la caldera. La cuarta y última, y también la mayor (B04/Minoica D), estuvo marcada por actividad variada: oleadas de depósitos ricos en base lítica, lahares, flujos de escombros y depósitos de ceniza ignimbríticos. Esta fase se caracterizó por el desplome de la caldera, que produjo el tsunami.

## Geomorfología

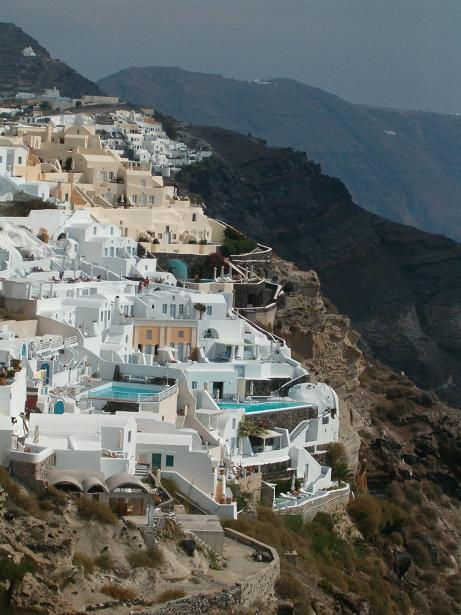
Mansiones y hoteles en los acantilados.

Aunque aún se desconoce el proceso de fractura, el análisis estadístico altitudinal indica que la caldera se había formado justo antes de la erupción. Durante este período la superficie de la isla era más pequeña y las costas meridional y orientales aparecieron regresando. Durante el periodo de erupción el paisaje estaba cubierto por los sedimentos de piedra pómez. En algunos lugares, la costa desapareció entre delgadas deposiciones de toba, y otras líneas de costa recientes se extendieron hacia el mar. Después de la erupción, la geomorfología de la isla se caracterizó por una fase de intensa erosión, durante la cual la piedra pómez se retiró progresivamente desde las alturas superiores a las inferiores.

## Vulcanología
Esta erupción pliniana resultó en una columna de cenizas de 30−35 km de alto que alcanzó hasta la estratosfera. Además, el magma que salió del volcán entró en contacto con la superficie del agua marina en la bahía, resultando en una violenta explosión de vapor.
La erupción generó un gran tsunami de 35−150 m de altura que devastó la costa norte de Creta, a 110 km de distancia. El tsunami tuvo una gran impacto en pueblos costeros como Amnisos, donde las paredes de los edificios quedaron desalineadas. En la isla de Anafi, a 27 km al este, se han encontrado capas de cenizas de 3 m de espesor, así como capas de piedra pómez en laderas de 250 m sobre el nivel del mar. En otras partes en el Mediterráneo hay depósitos de piedra pómez que podrían haber sido causados por la erupción de Tera. Capas de ceniza en núcleos perforados de los fondos marinos y de lagos en Turquía, sin embargo, muestran que la mayor caída de cenizas fue hacia el este y noreste de Santorini. La ceniza que se encuentra en Creta ahora se sabe que han sido de una fase precursora de la erupción, algunas semanas o meses antes de las principales fases eruptivas y que habría tenido poco impacto en la isla. Dijeron haber encontrado depósitos de ceniza de Santorini en el delta del Nilo, pero ahora se sabe que esto fue una identificación errónea

## Datación de la erupción

Santorini 3D.

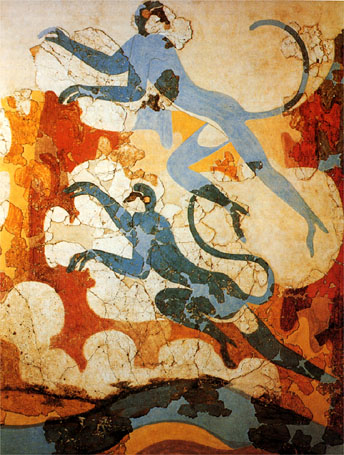
Monos en un fresco encontrado en Akrotiri. c. 1640 a. C (aproximadamente una década antes de la explosión de Santorini).

Las fechas de radiocarbono tienen implicaciones significativas para la cronología aceptada de las culturas del Mediterráneo oriental. La erupción minoica es un indicador clave para la arqueología de la Edad del Bronce del mundo Mediterráneo Oriental. Proporciona un punto fijo para alinear la cronología completa del segundo milenio a. C. en el mar Egeo, porque la evidencia de la erupción se encuentra en toda la región. A pesar de esta evidencia, la fecha exacta de la erupción ha sido difícil de determinar. Para la mayor parte los arqueólogos del siglo XX, esta se situaba aproximadamente hacia 1500 a. C., pero esta fecha parece ser demasiado tardía por el análisis de datación por radiocarbono de un olivo enterrado debajo del flujo de lava del volcán que indica que la erupción ocurrió entre 1627 a. C. y 1600 a. C. con un grado de probabilidad del 95 %.

### Cronología relativa
Los arqueólogos desarrollaron las cronologías del bronce tardío de las culturas del Mediterráneo oriental analizando el origen de los objetos (por ejemplo, artículos de Creta, Grecia, Chipre o Canaán) encontrados en cada capa arqueológica. Si el origen de un artefacto se puede fechar con precisión, da una fecha de referencia para la capa en la que se encuentra. Si la erupción de Tera podría estar asociada con una determinada capa de cultura cretense (u otra), los crónicas podrían utilizar la fecha de esa capa hasta la fecha de la erupción en sí misma. La cultura Tera en el momento de su destrucción correspondía a la Minoica tardía IA (LMIA) en Creta, LMIA es la base de tiempo para referirse a cualquier evento en ese periodo. La erupción también se alinea con las culturas Cicládica tardía I (LCI) Heládico tardío I (LHI), pero anterior a las Peloponésicas LHI. Las excavaciones arqueológicas en Akrotiri también han encontrado fragmentos de nueve vasijas de yeso del Bronce medio II (MBII) Sirio-palestino.
Los prehistoriadores del Egeo sentían tanta confianza sobre sus cálculos que al principio rechazaron las fechas de radiocarbono en la década de 1970 para LMI/LCI Tera, porque el radiocarbono sugería una fecha de más de un siglo antes que las fechas tradicionales.
En Tell el Dab'a, Egipto, la piedra pómez encontrada en este sitio fue datada en 1540 a. C., más cerca de la fecha tradicionalmente aceptada de la erupción de Tera. Además coincide con la composición de la erupción de Tera. Esta piedra pómez ha sido polémica desde la década de 1990, ya que representa la fecha compatible más prominente que difiere de la cronología antigua. Sin embargo, Felix Hoeflmayer argumentó que se ha reducido la brecha actual entre el análisis científico de la datación de la erupción y la evidencia arqueológica a mediados del segundo milenio a. C. Los datos de radiocarbono de la rama de olivo permiten una fecha de la erupción hacia el 1600 a. C., mientras que para el inicio del Imperio Nuevo con el comienzo del reinado de Ahmose la de 1570 a. C. sería posible. También, un largo reinado de Tutmosis IV podría reducir aún más la brecha entre radiocarbono y arqueología a mediados del segundo milenio a. C.

### Núcleos de hielo
Al mismo tiempo, los datos de muestras de hielo de Groenlandia parecían apoyar las fechas de radiocarbono. Una gran erupción fue identificada en muestras de hielo fechada en 1644 a. C. que se sospechaba fuera Santorini. Sin embargo, ceniza volcánica, obtenida de un núcleo de hielo demostró que no era de Santorini, llevando a la conclusión de que la erupción puede haber ocurrido en otra fecha. La erupción durante el Holoceno tardío de la reserva del monte Aniakchak, un volcán de Alaska, se propone como la fuente más probable de los diminutos fragmentos de vidrio volcánico en el núcleo de hielo de Groenlandia.

### Anillos arbóreos

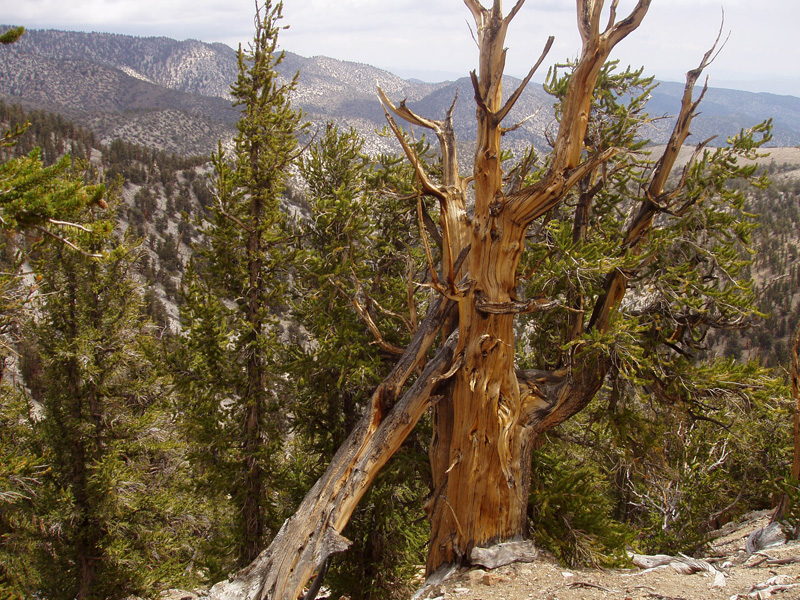
Los anillos de crecimiento arbóreo en los pinos de larga duración prueban un evento climático importante en relación con la erupción de Tera.

Otro método utilizado para establecer la fecha de erupción es la revisión de los anillos de crecimiento de los árboles. Datos de anillos de árboles ha demostrado que un gran evento interfirió con el crecimiento normal de árboles en América del Norte durante 1629–1628 a. C. Evidencia de un evento climático alrededor de 1628 a. C. se ha encontrado en estudios de depresión del crecimiento de robles europeos en Irlanda y de pinos silvestres en Suecia. Anillos de hielo de pinos de conos erizados también indican una fecha de 1627 a. C., apoyando las cifras acerca de 1600 a. C. Cambios en los procedimientos de cómo se interpretan los núcleos de hielo aportaría datos más en consonancia con los números dendrocronológicos.

### Disenso
Aunque el radiocarbono indica constantemente una fecha de erupción en 1600 a. C., algunos arqueólogos creen todavía que la fecha es desmentida por hallazgos en las excavaciones egipcias y Tera. Por ejemplo, cerámicas de Egipto y Chipre enterradas en Tera fueron datadas en un período posterior a las fechas radiométricas de la erupción, y como ya se ha establecido la cronología egipcia convencional por numerosos estudios arqueológicos, la fecha exacta de la erupción sigue siendo controvertida.

### Efectos climáticos
El hidrogeólogo Philip LaMoreaux afirmó en 1995 que la erupción provocó importantes cambios climáticos en la región oriental del Mediterráneo, el mar Egeo y gran parte del hemisferio norte, pero esto fue enérgicamente refutada por el vulcanólogo David Pyle, un año después.
En el momento de la fecha indicada de radiocarbono para la erupción, existe evidencia de un acontecimiento climático en el hemisferio norte. La evidencia incluye el fracaso de los cultivos en China (véase abajo), así como pruebas de anillos de árboles citada más arriba en pinos de California; encinas de pantano de Irlanda, Inglaterra y Alemania; y otros árboles en Suecia. Los anillos de los árboles datan precisamente el evento en 1628 a. C.

## Impacto histórico

### Civilización Minoica

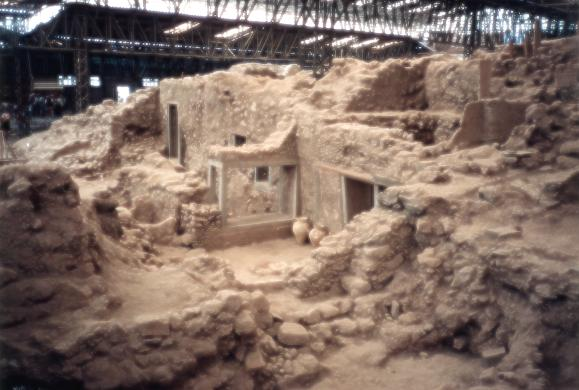
Yacimiento arqueológico en Acrotiri (Santorini)

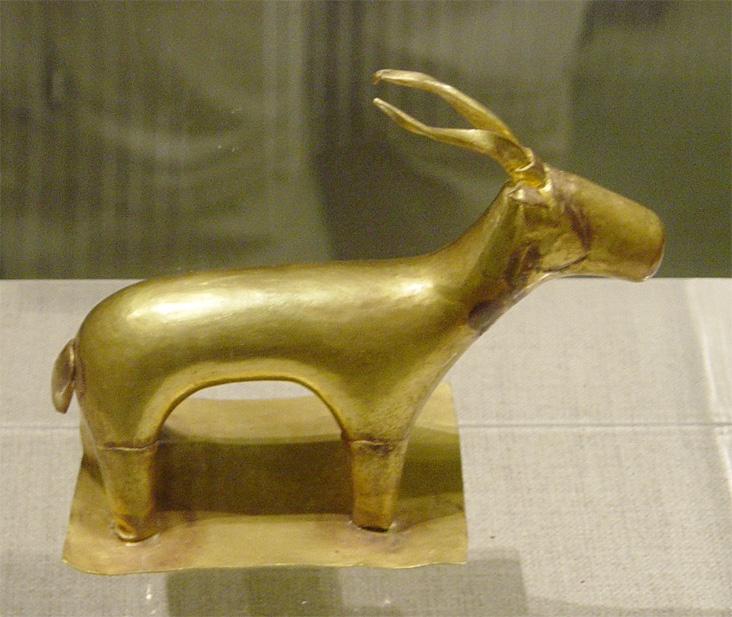
El único objeto de oro encontrado en Akrotiri, una pequeña estatuilla de un íbice que se encontraba escondida debajo del suelo de una casa. La escasez de artefactos arqueológicos y la ausencia de restos humanos sepultados bajo las cenizas presupondrían que tuvo lugar una evacuación completa antes de la catástrofe.

La erupción devastó el asentamiento minoico cercano de Acrotiri en Santorini, el cual quedó sepultado bajo una gran capa de piedra pómez. Se cree que la erupción afectó gravemente a la población de Creta; sin embargo, la magnitud de este impacto es debatido. Las primeras teorías tempranas postularon que la nube de cenizas proveniente de Santorini acabó con la vida vegetal de la mitad oriental de Creta, causando hambruna y desnutrición en la población. Sin embargo, a través de observaciones de campo, esta teoría perdió credibilidad, cuando se determinó que no más de 5 mm de cenizas cayeron sobre suelo cretense. Otras teorías basadas en evidencias arqueológicas sugirieron que un tsunami, probablemente producido por la erupción, anegó las áreas costeras de Creta y pudo haber afectado seriamente los asentamientos minoicos costeros. Una teoría más reciente es que gran parte del daño causado en sitios minoicos fue resultado de un gran terremoto que precedió a la erupción de Tera.
Se han encontrado en Tera importantes restos minoicos de la época minoica tardía encima de las capas de ceniza y del nivel estratigráfico del tsunami, por lo que no está claro si estas catástrofes naturales fueron suficientes para provocar la caída de la civilización minoica. La conquista de los minoicos por parte de los micénicos a finales del periodo minoico tardío I, no fue muy posterior a la erupción. Muchos arqueólogos especulan que la erupción provocó una crisis en la civilización minoica que permitió a los micénicos conquistarla fácilmente.

### Registros chinos
El invierno volcánico causado por una erupción en las postrimerías del siglo XVII a. C. ha sido usado por algunos investigadores para correlacionar con registros en archivos chinos que documentan el colapso de la dinastía Xia de China. Según los Anales de Bambú, la caída de dicha dinastía y el auge de la dinastía Shang, aproximadamente hacia 1618 a. C., fueron acompañados por una «helada niebla amarilla, un sol tenue, luego tres soles, en julio, hambre y el marchitamiento de los cinco cereales».

### Impacto en la historia de Egipto
No existen registros egipcios supervivientes de la erupción, y su ausencia a veces se atribuye al trastorno general en el país durante el segundo periodo intermedio. 
Fuertes tormentas que devastaron gran parte de Egipto fueron descritas en la Estela de la Tempestad de Ahmose I, y se han atribuido a cambios climáticos a corto plazo causados por la erupción de Tera.
Aunque se ha argumentado que el daño de esta tormenta fue causado por un terremoto tras la erupción de Tera, también se ha sugerido que aluda simbólicamente a la guerra contra los hicsos, siendo la referencia a la tormenta simplemente una metáfora para el caos, sobre el que el Faraón estaba tratando de imponer orden.
Existe consenso de que Egipto estaba lejos de las zonas de importante actividad sísmica, por lo que no podría ser afectada significativamente por un terremoto en el Egeo. Además, otros documentos como los textos en el Speos Artemidos de Hatshepsut, representan tormentas similares, pero claramente hablando figurativamente, no literalmente. Las investigaciones indican que esta particular Estela es una referencia a los faraones superando los poderes del caos y la oscuridad.

### Tradiciones griegas

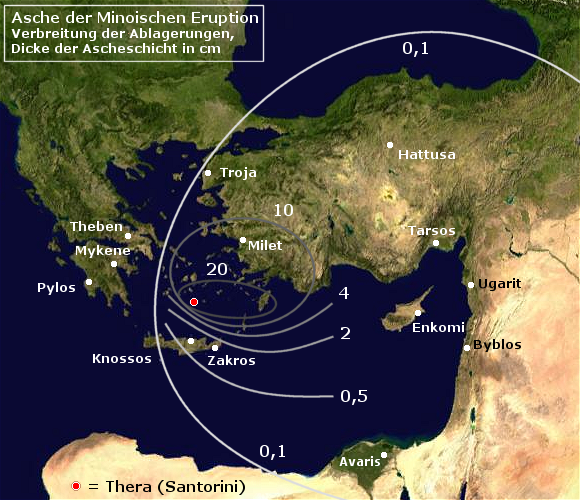
Distribución de la tefra en la erupción minoica.

La erupción de Tera y el colapso volcánico podría haber inspirado los mitos de la Titanomaquia en la Teogonía de Hesíodo. La Titanomaquia podría haber tomado elementos de la memoria popular de Anatolia occidental como cuento que se extendió hacia el oeste. Las líneas de Hesíodo se han comparado con la actividad volcánica, citando a los rayos de Zeus como relámpagos volcánicos, la tierra y el mar hirviendo como resultado del colapso de la cámara de magma, inmensas llamas y calor como pruebas de explosiones freáticas, entre muchas otras descripciones.

#### La Atlántida
Existe alguna evidencia arqueológica, sismológica y vulcanológica de que el mito de Atlántida, descrito por Platón, estuvo basado en la erupción de Santorini. El sismólogo griego Angelos G. Galanopoulos ya sospechaba en la década de 1960 de esta erupción como un modelo para la destrucción de Platón en sus obras Timeo y Critias, en las que describe la isla nación de Atlántida.